# Suuri Harvassaari
Suuri Harvassaari är en ö i Finland. Den ligger i Finska viken och i kommunerna Kotka och Pyttis i landskapet Kymmenedalen, i den södra delen av landet. Ön ligger nära Kotka och omkring 110 kilometer öster om Helsingfors.
Öns area är 10,2 hektar och dess största längd är 0,5 kilometer i nord-sydlig riktning.